# Goscha Rubtschinski
Georgi Alexandrowitsch Rubtschinski (russisch Георгий Александрович Рубчинский, * 29. Juni 1984 in Moskau, Russische SFSR, Sowjetunion), bekannt als Goscha Rubtschinski (russisch: Гоша Рубчинский, englische Transkription: Gosha Rubchinskiy), ist ein russischer Modedesigner, Fotograf und Gründer des nach ihm benannten Streetwear-Modelabels ГОША РУБЧИНСКИЙ. Rubtschinskis Entwürfe sind inspiriert von der Zeit kurz nach Auflösung der Sowjetunion und russischer Jugendkultur, weswegen sein Label international vor allem für eine post-sowjetische Ästhetik steht.

## Leben
Rubtschinski ist im nördlichen Moskau in einer großen Wohnsiedlung aufgewachsen. Beeinflusst von russischen Zeitschriften wie Om und Ptyuch, die er ab 1995 kaufte, beschäftigte Rubtschinski sich erstmals mit Mode und Fotografie. Er schrieb sich am Moscow College of Technology and Design ein, um Friseur und Make-up-Artist zu werden. Während der Ausbildung begann er, Fotos seiner Projekte anzufertigen und arbeitete anschließend als Kostümdesigner bei russischen Filmproduktionen sowie als Stylist bei russischen Magazinen und Modenschauen. Ab 2006 kam Rubtschinski in Berührung mit einer neu entstehenden Moskauer Partyszene, die mit durchmischterem Publikum weniger luxuriöse Partys feierte als in den frühen 2000er Jahren üblich. Dort knüpfte er Kontakte zu jungen Skateboardern, die fortan zu wiederkehrenden Motiven seiner Fotografie wurden und ihn inspirierten, seine erste Modekollektion zu designen.

## Modedesign

### Gleichnamiges Modelabel ГОША РУБЧИНСКИЙ
2008 zeigte Rubtschinski seine erste Kollektion mit Herrenmode für den Frühling und Sommer 2009 unter dem Titel The Evil Empire – eine Anspielung auf die von Ronald Reagan für die Sowjetunion geprägte Bezeichnung „Reich des Bösen“ – im Moskauer Sportpalast Sokolniki vor 700 Zuschauern, wobei er seine Freunde aus der Skateboard-Szene und junge Männer, die ihm auf der Straße auffielen, als Models einsetzte. Seine zweite Kollektion Growing and Expanding (deutsch: wachsend und sich ausweitend) für den Herbst und den Winter 2009 zeigte er im Rahmen von Cycles & Seasons, einer alternativen Modewoche in Moskau, in einer alten orthodoxen Kirche, die zu einer Kindersporthalle umgebaut worden war, vor einer kleinen Zahl von Gästen, darunter Journalisten und Herausgeber der Modepresse. Die dritte Kollektion des nach ihm benannten Labels The sunrise is not far behind the mountains (deutsch: Der Sonnenaufgang ist nicht weit hinter den Bergen) wurde nicht mit einer gewöhnlichen Modenschau präsentiert, sondern mit einem in Sankt Petersburg gedrehten 22-minütigem Video, einem Fotobuch und einer Performance, bei der zwölf junge Männer die Kleidungsstücke der Kollektion trugen, während sie in einer alten Schulsporthalle eine Stunde lang trainierten. Rubtschinski wurde zur London Fashion Week eingeladen und konnte seine vierte Kollektion Slave/РАБ’ (deutsch: Sklave) im Rahmen der Fashion East Menswear Installations zeigen.
Wegen der schlechten Produktionsbedingungen in Russland und der hohen Exportgebühren konnte Rubtschinski seine Mode trotz positiver Kritiken in der Modepresse nicht international verkaufen. Frustriert hörte er vorerst auf, ganze Kollektionen zu entwerfen und konzentrierte sich stattdessen auf Fotografie. Schließlich wurde er während seiner Arbeit am Fotobuch Transfiguration jedoch Adrian Joffe, dem Vorstandsvorsitzenden des japanischen Bekleidungsunternehmens Comme des Garçons, vorgestellt, der ihm ermöglichte, eine Kollektion bei der Ladenkette Dover Street Market zu vertreiben. Rubtschinski, der sein privates Vermögen ausgegeben hatte, um die Kollektion in Serbien produzieren zu lassen, befand sich danach in einer finanziellen Misere, bis Joffe ihm anbat, die geschäftlichen Aspekte der Modemarke zu übernehmen. Seit 2012 ist Comme des Garçons für Produktion, Vertrieb und Marketing von Rubtschinskis Kollektionen zuständig. Die Verkaufszahlen sind seitdem beständig gewachsen.
Meilensteine in der Entwicklung des Labels waren sowohl die erstmals außerhalb Russlands stattfindenden Modenschauen als auch die Kollaborationen mit altbekannten Marken. Als Teil seiner Kollektion für Frühling und Sommer 2014 stellte Rubtschinski sein Design für das Old Skool-Model der Schuhmarke Vans vor. Es folgten weitere Kollaborationen mit der Schuhmarke, in der Rubtschinski unter anderem den Sk8-Hi-Sneaker und das Model Authentic neu designte. Im Juni 2014 zeigte Rubtschinski seine Designs für Frühling und Sommer 2015 erstmals außerhalb Russlands, nämlich bei der Paris Fashion Week, wo er auch fortan seine Kollektionen präsentierte. Bei der Präsentation der Kollektionen des Jahres 2016 ließ Rubtschinski die Models unter anderem Turnschuhe tragen, die er im Rahmen einer Kollaboration für den Sportartikelhersteller Reebok entworfen hat. Die Kollektion Frühling/Sommer 2017 zeigte Rubtschinski im Juni 2016 bei der Pitti Immagine Uomo, der Männermodemesse in Florenz, im Hof einer verlassenen Tabakfabrik, wo er auch den begleitenden 17-minütigen Präsentationsfilm drehen ließ. Dabei präsentierte er seine Interpretation einer Jeans und einer Jeansjacke der amerikanischen Marke Levi’s und Stücke aus seiner Zusammenarbeit mit der Sportmarke Fila und vier anderen italienischen Modemarken. Für seine sogenannte Russian Trilogy kehrte Rubchinkiy mit seiner Marke 2017 erstmals zurück in sein Heimatland, um Entwürfe zu präsentieren: In Kaliningrad, einer einst deutschen Stadt, machte er im Januar 2017 im Vorfeld der Fußball-Weltmeisterschaft 2018 in Russland überraschend seine Kollaboration mit der Fußball-Untermarke des deutschen Unternehmens Adidas publik, die unter anderem von den Adidas-Uniformen des sowjetischen Teams von 1980 inspiriert ist und anders als bisherige Kollektion eher an Fußball- als an Skate-Outfits erinnert. Bei der folgenden Modenschau in Sankt Petersburg, die von der Rave-Kultur der 1990er inspiriert war, zeigte Rubtschinski im Juni 2017 erstmals acht Entwürfe im typischen Karomuster, die er mit Christopher Bailey im Rahmen seiner Kollaboration mit dem britischen Traditionslabel Burberry designt hat. Die letzte Modenschau der Russian Trilogy fand im Januar 2018 im Boris Jelzin Presidential Centre in Jekaterinburg statt, wobei Kleidungsstücke für Herbst und Winter 2018 aus den Kollaborationen mit Adidas, Burberry, Levi’s und Dr. Martens vor einem großflächigen Kunstwerk des russischen Malers Erik Bulatow mit dem Schriftzug „свобода“ (deutsch: Freiheit) gezeigt wurden, bevor die Models den alten russischen Rocksong Goodbye America sangen.
Am 4. April 2018 gab Rubtschinski auf Instagram bekannt, dass es in der Zukunft keine weiteren saisonalen Kollektionen seines Labels ГОША РУБЧИНСКИЙ geben werde. Er begründete dies mit seinem nachlassenden Interesse an der Marke und seinem Plan, sich stattdessen lieber auf Projekte in der Kunstwelt und Designs für sein 2016 gegründetes Skater-Label РАССВЕТ zu konzentrieren.

### Modelabel РАССВЕТ
Das russische Wort „Рассвет“ (in Versalien РАССВЕТ, ausgesprochen: Rassvet), das so viel wie „Sonnenaufgang“ oder „Dämmerung“ bedeutet und als Metapher für das Anbrechen besserer Zeiten verstanden werden kann, war bereits auf vielen Kleidungsstücken von Rubchinkiys Hauptlabel ГОША РУБЧИНСКИЙ aufgedruckt. 2016 entschieden sich Rubtschinski und sein langjähriger Freund, der russische Skateboarder Tolita Titaev, ein eigenständiges Label unter dem Namen zu gründen. РАССВЕТ ist als russische Skateboard-Marke konzipiert und wird ebenfalls von Comme des Garçons geführt.
Die erste Kollektion, die ab September 2016 erhältlich war, beinhaltete Skateboards, T-Shirts, Kapuzenpullover und Basecaps. Die zweite Kollektion wurde im Juni 2017 mit einer Kurzdokumentation vorgestellt, die zeigt, wie eine von РАССВЕТ ausgestattete russische Skatercrew eine Reise nach Kalifornien unternimmt und dort US-amerikanische Skater trifft. Im Januar 2018 wurde eine zwölf Kleidungsstücke umfassende Kollaboration mit der US-amerikanischen Marke Carhartt WIP bekannt gegeben, die in den 1980ern und 1990ern mit ihrer weit geschnittenen Skater-Mode bekannt wurde. Im Juni 2019 brachte Rubtschinski im Rahmen einer Kollaboration mit dem Moskauer Puschkin-Museum eine drei T-Shirts und sechs Skateboards umfassende Kollektion heraus; passend zu einer zeitgleichen Ausstellung des Museums wurden Gemälde des Künstlers Paul Gauguin für die Designs verwendet.

### Neuestes Modelabel GR-Uniforma
Nach dem Bekanntwerden des Endes saisonaler Kollektionen von ГОША РУБЧИНСКИЙ begann Rubtschinski im Juni 2018 die Arbeit an seinem neuen Projekt, dem Label GR Uniforma. Rubtschinski strebt an, sich mit seinem neuen Label auf „Uniformen, Gemeinschaft, architektonische Ordnung und Leute aus deiner Welt“ zu konzentrieren („uniform, about community, architecture order, about people from your world“); eine Uniform könne einem helfen, sich nicht alleine zu fühlen, selbst wenn die Gemeinschaft um einen herum aus Außenseitern besteht. Die erste Kollektion mit dem Namen GRUPPA (deutsch: Band) war ab dem 16. März 2019 in ausgewählten Läden erhältlich. Passend zum Namen der Kollektion formierte Rubtschinki sich mit zwei ehemaligen Kollaborateuren und zwei Männermodels zu einer Band, wobei die Models den Gesang übernehmen und im Musikvideo zum ersten Lied YA I TY (deutsch: Ich und Du) auftreten. Das erste, zehn Lieder umfassende Album der Formation IZ SKAZKI (deutsch: Aus dem Märchen) wurde im April 2019 veröffentlicht. Im Februar 2019 wurde bekannt gegeben, dass der erste Kollaborateur das Label DIESEL Red Tag sein wird; die wenige Teile umfassende Kollektion wird mit einer künstlerischen Performe bei der Biennale in Venedig im Mai präsentiert werden.

## Fotografie und Filme
2010 veröffentlichte Rubtschinski ein Fanzine mit dem Titel Aglec, das vom Chefredakteur des Kulturmagazins 032c Joerg Koch in Auftrag gegeben worden war und von dem nur 300 Exemplare erschienen. Die darin erschienenen Bilder wurden in einer gleichnamigen Ausstellung in Berlin gezeigt.
Im Sommer 2011 startete Rubtschinski das Projekt Transfiguration (deutsch: Umgestaltung) in einer Galerie mit angrenzender Fotowerkstatt und Skatepark auf der Neu-Holland Insel in Sankt Petersburg, die das erste Mal seit 300 Jahren der Öffentlichkeit zugänglich gemacht wurde. Ziel des Projekts ist es, das kulturelle Leben auf der Insel wiederzubeleben, indem Ausstellungen, Liveshows und Skate-Wettbewerbe veranstaltet werden. 2012 veröffentlichte Rubtschinski mit dem Verleger Junsuke Yamasaki und dem künstlerischen Leiter Pavel Milkyakov das Transfiguration Book, ein Fotobuch, das Landschaftsbilder und Porträts der am Projekt Beteiligten versammelt. Zeitgleich drehte er den Transfiguration Film, der zwei Jahre später veröffentlicht wurde. Darin zeigt Rubtschinski Aufnahmen von jungen russischen Männern, die Rubtschinski im Skatepark auf New-Holland traf und nach ihren Träumen, Zielen und den Unterschieden zwischen Russen und Ukrainern befragte. Die Aufnahmen sind mit Liedern von unter anderem Igor Strawinsky und t.A.T.u. unterlegt.
Im August 2014 veröffentlichte Rubtschinski das 80-seitige Fotozine Crimea/Kids (deutsch: Krim/Kinder) in einer Ausführung von nur 300 Exemplaren im Verlag IDEA Books. Die Fotografien zeigen Jugendliche von der Krim beim Skaten, Rauchen und gemeinsamen Abhängen.
Im Oktober 2015 erschien Rubchinkiys auf 500 Exemplare limitiertes Fotobuch Youth Hotel (deutsch: Jugendhotel) im Verlag IDEA Books. Der Titel des Buchs ist angelehnt an ein Moskauer Hotel, das die Jugendteams während der Olympischen Spiele 1980 beherbergt hat; Rubtschinski thematisiert darin zudem nach eigener Aussage die „Kultur der Jugend“, welche wie ein Hotel sei, in dem man kurze Zeit verbringt, welches man aber letztlich verlassen müsse. Das Buch präsentiere eine „neue Generation voller Hoffnung, die Zukunft Russlands“.
Als Teil seiner Präsentation bei der Florenzer Pitti Immagine Uomo veröffentlichte Rubtschinski im Sommer 2016 ein Fotobuch im IDEA Books-Verlag und einen Kurzfilm, die beide mit The Day of My Death (deutsch: Der Tag meines Todes) betitelt sind. Der Stummfilm ist wie auch die Fotografien ganz in schwarz-weiß gehalten, was sowohl an klassische italienische Kinofilme als auch an die Ästhetik des italienischen Faschismus erinnert, und zeigt eine tödlich endende Dreiecksbeziehung, teils inspiriert vom mysteriösen Tod des italienischen Filmemachers Pier Paolo Pasolini, dem der Film auch gewidmet ist. Der Film wurde in der alten Tabakfabrik gedreht, in deren Hof die Modenschau stattfand. Zwei von Rubtschinskis Models, Skater, spielen Hauptrollen; auch Rubtschinski selbst hat einen Cameo-Auftritt.
Im Herbst 2016 brachte Rubtschinski ein nach ihm benanntes Parfüm auf den Markt, dessen Duft laut Rubtschinski von Sommer- und Urlaubserinnerungen inspiriert ist. Zur Markteinführung veröffentlichte Rubtschinski das Perfume Book, ein weiteres Fotobuch, in einer Ausführung von 1000 Exemplaren, für das er seine Musen im sommerlichen Spanien fotografiert hat.
Als Fotograf hat Rubtschinski auch an den Kampagnen anderer Modelabels mitgearbeitet, so beispielsweise 2016 bei der Kampagne für die Weihnachtskollektion des britischen Herrenausstatters Topman.

## Stil und Einfluss
Bestimmende Elemente von Rubtschinskis post-sowjetischer Ästhetik sind übergroße (oversized) Schnitte, Jeansstoffe und Camouflage-Prints, Sportanzüge und Turnhosen mit Logos westlicher Marken, hoch sitzende Hosen, Turnschuhe, Rollkragenpullover, Fußballschals, T-Shirt mit Flaggen- beziehungsweise Hammer-und-Sichel-Aufdrucken oder kyrillischer Schrift. Deutlichster Einfluss Rubtschinskis auf westliche Mode ist, dass mittlerweile auch große Ladenketten wie Topman und Urban Outfitters Shirts mit kyrillischen Aufdrucken in ihren Läden verkauft haben.
Fester Bestandteil von Rubtschinskis Modenschauen und Präsentationen sind die sehr jung wirkenden, überwiegend russischen, überwiegend weißen Männermodels, die Rubtschinski in Zusammenarbeit mit der Modelagentur Lumpen (deutsch: Außenseiter) in ganz Russland castet und meist mit kurz rasierten Haaren, Vokuhila oder anderen in den 1980ern und 1990ern in Russland beliebten beziehungsweise an die Gopnik-Subkultur erinnernden Frisuren auf den Laufsteg schickt, wobei ein perfekter Körper und ein allgemein als attraktiv angesehenes Gesicht keine Voraussetzung sind, sondern ein außergewöhnliches Aussehen bevorzugt wird. Bei seiner Präsentation der Kollaboration mit Adidas ließ Rubtschinski einem Model das Adidas-Logo in die Haare rasieren, was für Aufsehen sorgte.
Rubtschinski gilt als Wegbereiter für viele junge russische Modemacher und Marken wie Cyrille Gassiline, Sputnik 1985, Outlaw Moscow und Tigran Avetisyan, die ihre Kleidung zunehmend über das Internet oder über Modenschauen im Ausland einem internationalen Publikum zugänglich machen. Dass Rubtschinskis Mode im Westen als ein Stück des als rau verstandenen Ostens populär wurde, hat auch Auswirkungen auf die Modeszene in anderen Ländern des ehemaligen Ostblocks: Vergleichbaren Erfolg wie Rubtschinski hat das von georgisch-deutschen Brüdern 2014 gegründete Label Vetements; der georgische Designer Demna Gvasalia, der für Vetements designt, wurde zudem zum französischen Luxuslabel Balenciaga berufen; von der Balkankultur und der dort wie auch in Russland beliebten Sportkleidung inspirierte Mode, zum Beispiel der Marke Hvala Ilija, wird als im Kommen angesehen; ukrainische Mode des Designers Anton Belinsky wurde bereits in Paris gezeigt, unterscheidet sich von Rubtschinskis Entwürfen aber deutlich durch den Verzicht auf Sowjet-Nostalgie.
Der inzwischen populäre russische Rapper Face hat Rubtschinski 2016 ein nach dem Designer benanntes Lied gewidmet und erzielte damit erstmals größere Aufmerksamkeit.

## Nachweise
1. 1 2 3  Claire Beermann: Gosha Rubchinskiy: „Russen sind sehr direkt“. In: Die Zeit. 30. Juni 2016, ISSN 0044-2070 (zeit.de [abgerufen am 26. Februar 2019]).
2. 1 2 3 4 5 6  Gosha Rubchinskiy: Inside his Vertically Integrated Youth Universe – 032c. Abgerufen am 26. Februar 2019 (englisch).
3. ↑  Morwenna Ferrier: The man who made Russian fashion cool. In: The Guardian. 12. Oktober 2016, ISSN 0261-3077 (theguardian.com [abgerufen am 26. Februar 2019]).
4. 1 2  timstolte: Gosha Rubchinskiy – Designerportrait. In: DER BLEU. 22. Dezember 2017, archiviert vom Original (nicht mehr online verfügbar) am 6. März 2019; abgerufen am 26. Februar 2019 (deutsch).  Info: Der Archivlink wurde automatisch eingesetzt und noch nicht geprüft. Bitte prüfe Original- und Archivlink gemäß Anleitung und entferne dann diesen Hinweis.
5. ↑  Watch Gosha Rubchinskiy’s First-Ever Show From 2008. 4. April 2018, abgerufen am 26. Februar 2019 (amerikanisches Englisch).
6. 1 2  Ekaterina Fedorova: The rise of designer Gosha Rubchinskiy: From Moscow to Yekaterinburg (via Paris and New York). 29. Januar 2018, abgerufen am 26. Februar 2019 (amerikanisches Englisch).
7. 1 2 3  Dazed: Go Go Gosha. 29. Januar 2010, abgerufen am 26. Februar 2019 (englisch).
8. 1 2 3 4  Dazed: Your definitive guide to Gosha Rubchinskiy. 15. Juni 2016, abgerufen am 26. Februar 2019 (englisch).
9. 1 2 3 4 5  How Comme des Garçons Grew Gosha Rubchinskiy. 17. März 2016, abgerufen am 26. Februar 2019 (britisches Englisch).
10. 1 2  How Gosha Rubchinskiy Was Born From COMME Des GARÇONS. Abgerufen am 26. Februar 2019.
11. ↑  Designer Gosha Rubchinskiy Works on the Vans Old Skool. Abgerufen am 27. Februar 2019 (englisch).
12. ↑  i-D. Staff: vans x gosha rubchinskiy. In: I-D. 18. Januar 2016, archiviert vom Original (nicht mehr online verfügbar) am 6. März 2019; abgerufen am 27. Februar 2019 (amerikanisches Englisch).  Info: Der Archivlink wurde automatisch eingesetzt und noch nicht geprüft. Bitte prüfe Original- und Archivlink gemäß Anleitung und entferne dann diesen Hinweis.
13. ↑  Nächste Runde: VANS x GOSHA RUBCHINSKIY. Archiviert vom Original (nicht mehr online verfügbar) am 6. März 2019; abgerufen am 27. Februar 2019 (deutsch).  Info: Der Archivlink wurde automatisch eingesetzt und noch nicht geprüft. Bitte prüfe Original- und Archivlink gemäß Anleitung und entferne dann diesen Hinweis.
14. ↑  Gosha Rubchinskiy Puts His Spin on Yet Another Classic Vans Silhouette. Abgerufen am 27. Februar 2019.
15. ↑  Dazed: Gosha Rubchinskiy SS15. 25. Juni 2014, abgerufen am 27. Februar 2019 (englisch).
16. ↑  Gosha Rubchinskiy Made His Runway Debut at Paris Fashion Week Today. Abgerufen am 27. Februar 2019 (englisch).
17. ↑  i-D. Staff: gosha rubchinskiy drops second reebok collab for latest paris show. In: I-D. 22. Januar 2016, archiviert vom Original (nicht mehr online verfügbar) am 6. März 2019; abgerufen am 27. Februar 2019 (amerikanisches Englisch).  Info: Der Archivlink wurde automatisch eingesetzt und noch nicht geprüft. Bitte prüfe Original- und Archivlink gemäß Anleitung und entferne dann diesen Hinweis.
18. ↑  Backstage at Gosha Rubchinskiy’s 2016 Fall/Winter Show Reveals New Reebok Collaboration. Abgerufen am 27. Februar 2019.
19. ↑  9 Things to Know About Gosha Rubchinskiy’s Spring 2017 Show. Abgerufen am 27. Februar 2019 (englisch).
20. ↑  Gosha Rubchinskiy show report SS17 Pitti Uomo, Florence. 15. Juni 2016, abgerufen am 27. Februar 2019 (britisches Englisch).
21. ↑  Rebecca Voight: At Pitti Uomo, Gosha Rubchinskiy Proves He Can Do It All. Abgerufen am 27. Februar 2019 (englisch).
22. ↑  Samantha Conti: Gosha Rubchinskiy Puts a Spin on Two Levi’s Classics. In: WWD. 15. Juni 2016, abgerufen am 27. Februar 2019 (englisch).
23. ↑  How Levi’s Ended Up Collaborating with Off-White, Supreme, Vetements, and Gosha Rubchinskiy. Abgerufen am 27. Februar 2019 (englisch).
24. ↑  What to Know About the Classic Italian Brands Collaborating with Gosha RubchinskiyKappa. Abgerufen am 27. Februar 2019 (englisch).
25. ↑  Dazed: Gosha drops new visuals ft. Fila and Kappa collabs. 28. November 2016, abgerufen am 27. Februar 2019 (englisch).
26. ↑  Gosha Rubchinskiy x FILA: Where to Buy It. 29. November 2016, abgerufen am 27. Februar 2019 (amerikanisches Englisch).
27. ↑  Dazed: Gosha Rubchinskiy unveils adidas collab at Russian show. 12. Januar 2017, abgerufen am 27. Februar 2019 (englisch).
28. ↑  Gosha Rubchinskiy AW17: Journey to Kaliningrad. Abgerufen am 27. Februar 2019 (englisch).
29. ↑  BoF Exclusive | How Gosha Rubchinskiy and Adidas Are Refashioning Football. 12. Januar 2017, abgerufen am 27. Februar 2019 (britisches Englisch).
30. ↑  Anvar Sidorov: Gosha Rubchinskiy Brings Blast of Soccer Style to Kaliningrad. In: WWD. 12. Januar 2017, abgerufen am 27. Februar 2019 (englisch).
31. ↑  Anastasiia Fedorova: Adidas, a love story: how Russians fell for the iconic three stripes. Abgerufen am 27. Februar 2019.
32. ↑  Jenni Miller: Gosha Rubchinskiy Reveals Upcoming Capsule Collection with Burberry. Abgerufen am 27. Februar 2019 (englisch).
33. ↑  GQ: Burberrys Karomuster ist 2018 Modetrend. Abgerufen am 27. Februar 2019.
34. ↑  Gosha Rubchinskiy & Burberry Have Collaborated on a New Capsule. Abgerufen am 27. Februar 2019.
35. ↑  Dazed: Everything that went down at Gosha Rubchinskiy’s Yekaterinburg show. 14. Januar 2018, abgerufen am 27. Februar 2019 (englisch).
36. ↑  Anvar Sidorov: Gosha Rubchinskiy Collaborates With Dr. Martens, Levi’s, Burberry. In: WWD. 14. Januar 2018, abgerufen am 27. Februar 2019 (englisch).
37. ↑  Gosha Rubchinskiy Reveals Its Collaborations with Burberry, Levi’s and Dr. Martens. Abgerufen am 27. Februar 2019.
38. ↑  i-D. Staff, Felix Petty: Gosha nimmt uns mit auf eine Reise durch seine Vergangenheit. In: I-D. 16. Januar 2018, archiviert vom Original (nicht mehr online verfügbar) am 6. März 2019; abgerufen am 27. Februar 2019 (britisches Englisch).  Info: Der Archivlink wurde automatisch eingesetzt und noch nicht geprüft. Bitte prüfe Original- und Archivlink gemäß Anleitung und entferne dann diesen Hinweis.
39. ↑  FashionNetwork com, Olivier Guyot: Gosha Rubchinskiy stellt saisonale Kollektionen ein. Abgerufen am 26. Februar 2019.
40. ↑  Gosha Rubchinskiy Will Cease Showing Seasonal Collections. Abgerufen am 26. Februar 2019 (englisch).
41. ↑  Interview: Gosha Rubchinskiy tells us why he decided to stop his label. Abgerufen am 26. Februar 2019 (englisch).
42. 1 2 3  Dazed: Exclusive: Gosha Rubchinskiy is launching a new label. 14. September 2016, abgerufen am 27. Februar 2019 (englisch).
43. ↑  Here’s What PACCBET Means, and It’s Not Pronounced How You’d Think. 4. Juli 2017, abgerufen am 27. Februar 2019 (amerikanisches Englisch).
44. 1 2  GOSHA RUBCHINSKIYS NEUES LABEL PACCBET. Archiviert vom Original (nicht mehr online verfügbar) am 6. März 2019; abgerufen am 27. Februar 2019 (deutsch).  Info: Der Archivlink wurde automatisch eingesetzt und noch nicht geprüft. Bitte prüfe Original- und Archivlink gemäß Anleitung und entferne dann diesen Hinweis.
45. ↑  Steve Salter: “skateboarding doesn’t have borders”: the gosha affiliated paccbet skate team take california. In: I-D. 22. Juni 2017, archiviert vom Original (nicht mehr online verfügbar) am 6. März 2019; abgerufen am 27. Februar 2019 (australisches Englisch).  Info: Der Archivlink wurde automatisch eingesetzt und noch nicht geprüft. Bitte prüfe Original- und Archivlink gemäß Anleitung und entferne dann diesen Hinweis.
46. ↑  "PACCBET" The Movie Proves That Love Wins Over Hate. Abgerufen am 27. Februar 2019.
47. ↑  INRUSSIA Documentary on the PACCBET team’s trip to California. 29. Juni 2017, abgerufen am 27. Februar 2019 (amerikanisches Englisch).
48. ↑  PACCBET & Carhartt WIP Unveil Full Collaboration. Abgerufen am 27. Februar 2019.
49. ↑  Dazed: Exclusive: Gosha Rubchinskiy on PACCBET’s new Carhartt WIP collab. 18. Januar 2018, abgerufen am 27. Februar 2019 (englisch).
50. ↑  Gosha Rubchinskiy Wants to Bring Back ’90s Skater Style, One Baggy Carhartt Jacket at a Time. Abgerufen am 27. Februar 2019 (englisch).
51. ↑  Alex Wynne: Rassvet Teams With Pushkin Museum for Arty Capsule. In: Women's Wear Daily. 18. Juni 2019, abgerufen am 12. Juli 2019 (englisch).
52. 1 2  GR-Uniforma. Abgerufen am 2. März 2019.
53. 1 2 3  Katya Foreman: Gosha Rubchinskiy Launching New Project. In: WWD. 15. Februar 2019, abgerufen am 2. März 2019 (englisch).
54. ↑  Gosha Rubchinskiy Unveils First Looks From „GR-Uniforma“. 1. März 2019, abgerufen am 2. März 2019 (amerikanisches Englisch).
55. 1 2  Emma Hope Allwood: Watch Gosha Rubchinskiy’s latest project: a music video. In: Dazed. 15. März 2019, abgerufen am 12. Juli 2019 (englisch).
56. ↑  Alex James Taylor: Video: Gosha Rubchinskiy takes his new band, GRUPPA, to an abandoned electrical factory. In: Hero Magazine. 15. März 2019, abgerufen am 12. Juli 2019 (englisch).
57. 1 2  Natalia Canoa: GR-Uniforma "GRUPPA" is the new thing from Gosha. In: HIGHXTAR. 18. März 2019, abgerufen am 12. Juli 2019 (amerikanisches Englisch).
58. ↑  Russian designer Gosha Rubchinskiy releases new album IZ SKAZKI with band GRUPPA. In: The Vinyl Factory. 15. Mai 2019, abgerufen am 12. Juli 2019 (amerikanisches Englisch).
59. ↑  Gosha Rubchinskiy will be the new designer of Diesel Red Tag. Abgerufen am 2. März 2019 (englisch).
60. ↑  GOSHA RUBCHINSKIY IS THE THIRD DESIGNER CHOSEN BY DIESEL RED TAG. In: CRASH Magazine. 20. Februar 2019, abgerufen am 2. März 2019 (amerikanisches Englisch).
61. ↑  Gosha Rubchinskiy is Collaborating with Diesel. Abgerufen am 2. März 2019 (amerikanisches Englisch).
62. 1 2  Gosha Rubchinskiy, „Aglec“ Book | 032c Store. Abgerufen am 28. Februar 2019 (englisch).
63. ↑  Adriano Sack: Hint Tip: Gosha Rubchinskiy. Archiviert vom Original (nicht mehr online verfügbar) am 6. März 2019; abgerufen am 28. Februar 2019 (englisch).  Info: Der Archivlink wurde automatisch eingesetzt und noch nicht geprüft. Bitte prüfe Original- und Archivlink gemäß Anleitung und entferne dann diesen Hinweis.
64. 1 2 3  Dazed: Gosha Rubchinskiy’s TRANSFIGURATION. 17. Oktober 2012, abgerufen am 28. Februar 2019 (englisch).
65. 1 2 3  AnOther: Exclusive: Gosha Rubchinskiy’s Crimea/Kids. 1. September 2014, abgerufen am 1. März 2019 (englisch).
66. 1 2 3  Anastasiia Fedorova: Just kids: how Gosha Rubchinskiy caught the spirit of a generation. Abgerufen am 1. März 2019.
67. ↑  Sue Williamson: Checking in at Gosha Rubchinksiy’s Youth Hotel. Abgerufen am 1. März 2019 (englisch).
68. ↑  Anastasiia Fedorova: Room service: staying over with Gosha Rubchinskiy at the Youth Hotel. Abgerufen am 1. März 2019.
69. 1 2  AnOther: Gosha Rubchinskiy: Youth Hotel. 8. Oktober 2015, abgerufen am 1. März 2019 (englisch).
70. 1 2 3 4  Dazed: See Gosha Rubchinskiy’s new photo book and film. 17. Juni 2016, abgerufen am 1. März 2019 (englisch).
71. ↑  Charlotte Gush: watch gosha rubchinskiy’s art film debut. In: I-D. 16. Juni 2016, archiviert vom Original (nicht mehr online verfügbar) am 6. März 2019; abgerufen am 1. März 2019 (amerikanisches Englisch).  Info: Der Archivlink wurde automatisch eingesetzt und noch nicht geprüft. Bitte prüfe Original- und Archivlink gemäß Anleitung und entferne dann diesen Hinweis.
72. ↑  Gosha Rubchinskiy Bottles the Perfect Summer Weekend With His First Fragrance. Abgerufen am 1. März 2019.
73. 1 2  Dazed: Exclusive: Gosha Rubchinskiy discusses new perfume and book. 6. Oktober 2016, abgerufen am 1. März 2019 (englisch).
74. ↑  Elise Morton: Gosha Rubchinskiy shoots Topman’s new campaign. Abgerufen am 2. März 2019.
75. ↑  Dazed: Gosha Rubchinskiy lenses Topman’s new campaign. 20. Oktober 2016, abgerufen am 2. März 2019 (englisch).
76. ↑  Finlay Renwick: Topman’s New Campaign Was Shot By The Biggest Name In High-End Streetwear. 21. Oktober 2016, abgerufen am 2. März 2019 (britisches Englisch).
77. 1 2  Anastasiia Fedorova: Post-Soviet fashion: identity, history and the trend that changed the industry. Abgerufen am 2. März 2019.
78. ↑  Anastasiia Fedorova: Word up: how Cyrillic typography became the lingua franca for underground fashion. Abgerufen am 2. März 2019.
79. ↑  Gosha Rubchinskiy’s Runway Show Featured Zero-Percent Diversity. Abgerufen am 2. März 2019.
80. ↑  Fashion Experts From Post-Soviet Russia Explain the Fundamentals of Gosha Rubchinskiy. Abgerufen am 2. März 2019.
81. ↑  Aly Balakareva: Gosha Rubchinskiy Is a Revolutionary in the Russian Fashion Industry. In: Arts + Culture. 4. September 2018, archiviert vom Original (nicht mehr online verfügbar) am 25. Februar 2019; abgerufen am 2. März 2019 (amerikanisches Englisch).  Info: Der Archivlink wurde automatisch eingesetzt und noch nicht geprüft. Bitte prüfe Original- und Archivlink gemäß Anleitung und entferne dann diesen Hinweis.
82. ↑  Jack Moss: lumpen is the russian model agency literally changing the face of fashion. In: I-D. 27. April 2016, archiviert vom Original (nicht mehr online verfügbar) am 6. März 2019; abgerufen am 2. März 2019 (amerikanisches Englisch).  Info: Der Archivlink wurde automatisch eingesetzt und noch nicht geprüft. Bitte prüfe Original- und Archivlink gemäß Anleitung und entferne dann diesen Hinweis.
83. ↑  Dazed: The modelling agency repping post-Soviet youth. 22. Juni 2015, abgerufen am 2. März 2019 (englisch).
84. ↑  How One Modeling Agency Is Changing the Face of Fashion. Abgerufen am 2. März 2019 (englisch).
85. ↑  Finlay Renwick: Is This The Worst Haircut In The World? 16. Januar 2018, abgerufen am 2. März 2019 (britisches Englisch).
86. ↑  This Extreme Runway Haircut Just Took Adidas Logomania to a New Level. Abgerufen am 2. März 2019 (englisch).
87. ↑  Anastasiia Fedorova: Moscow: the city that made Gosha Rubchinskiy is home to a new wave of style pioneers. Abgerufen am 2. März 2019.
88. ↑  Dazed: The upcoming designer who wants to put Vienna on fashion’s map. 27. Juli 2018, abgerufen am 2. März 2019 (englisch).
89. ↑  After Gosha, What Comes Next for Post-Soviet Designers? 4. April 2018, abgerufen am 2. März 2019 (amerikanisches Englisch).
90. ↑  This Teen Loves Gosha Rubchinskiy So Much He Made a Rap Song About the Designer. Abgerufen am 2. März 2019 (englisch).
91. ↑  Russian Rapper Pens Song About Gosha Rubchinskiy. Abgerufen am 2. März 2019.
92. ↑  Dazed: Meet Russia’s most controversial rap star. 26. Februar 2018, abgerufen am 2. März 2019 (englisch).

| Personendaten    | Personendaten                                                                                              |
| ---------------- | --- |
| NAME             | Rubtschinski, Goscha                                                                                       |
| ALTERNATIVNAMEN  | Rubtschinski, Georgi Alexandrowitsch                                                                       |
| KURZBESCHREIBUNG | russischer Modedesigner, Fotograf und Gründer des nach ihm benannten Streetwear-Modelabels ГОША РУБЧИНСКИЙ |
| GEBURTSDATUM     | 29. Juni 1984                                                                                              |
| GEBURTSORT       | Moskau, Russische SFSR, Sowjetunion                                                                        |